# Magali Noël
Magali Noël, född Magali Noelle Guiffray den 27 juni 1931 i Izmir i Turkiet, död 23 juni 2015 i Châteauneuf-Grasse i Frankrike, var en turkiskfödd fransk skådespelare som ofta förekom i fransk och italiensk film. Hon arbetade ofta med Federico Fellini.
Noël föddes i Turkiet där hennes franska föräldrar verkade som diplomater. 1951 flyttade hon från Turkiet till Frankrike och hennes skådespelarkarriär inleddes strax därefter. 1956 började hon även spela in musik och hennes mest kända låt blev "Fais-moi mal, Johnny" ("Hurt me Johnny") som skrevs av Boris Vian. Låten var länge förbjuden att spelas på radio på grund av dess sadomasochistiska text.
Inom svensk film syntes hon i sexkomedin Kyrkoherden (1970).

## Filmografi (i urval)
- 1951 – Seul dans Paris
- 1955 – Narkotikarazzia
- 1955 – Kärleksmanöver
- 1955 – Rififi
- 1956 – Elena och männen
- 1956 – Les Possédées
- 1958 – Le Piège
- 1960 – Flickan i fönstret
- 1960 – Det ljuva livet
- 1961 – Mordleken
- 1961 – Legge di guerra
- 1962 – Ormen
- 1965 – La Dama de Beirut
- 1968 – I krig och kärlek...
- 1968 – Utanför murarna
- 1969 – Z – han lever
- 1969 – Fellinis Satyricon
- 1970 – Kyrkoherden
- 1973 – Amarcord
- 1982 – Mario Riccis död
- 1985 – Diesel
- 2001 – Regina Coeli